# 与保呂川
与保呂川（よほろがわ）は、京都府舞鶴市を流れる二級水系の本流。東舞鶴地区最大の河川。

## 地理

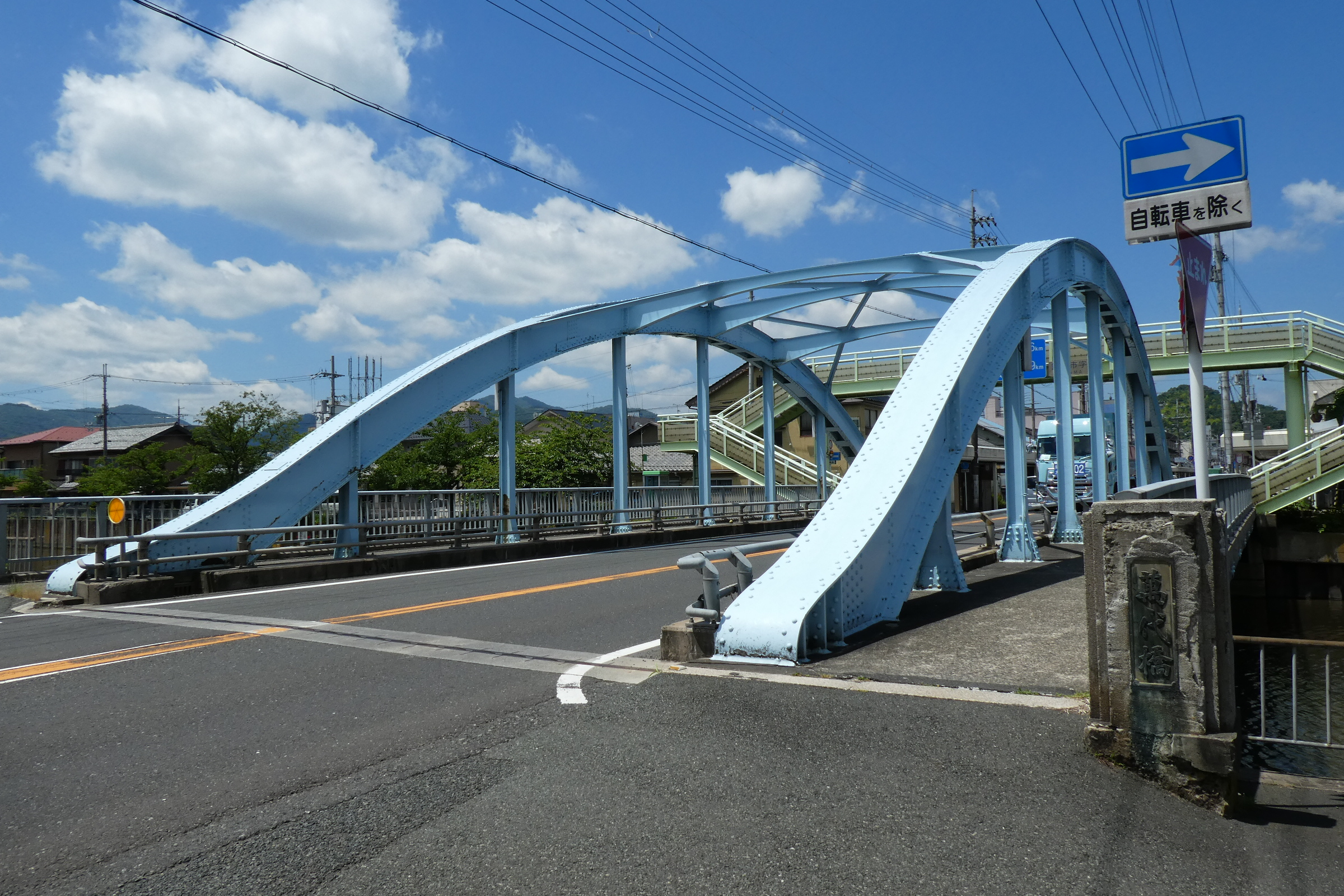
国道27号万代橋。

京都府舞鶴市と綾部市を隔てる養老山（標高665m）に源を発し、舞鶴市街地を通り舞鶴湾へ注ぐ。流域では堤防などに桜並木が設置されており、春の観桜シーズンには多くの観光客が訪れる。

## 流域の自治体
京都府
舞鶴市

## 歴史
海軍と与保呂川水源
1901年（明治34年）に舞鶴鎮守府が創設され、日本海側唯一の軍港として発展した歴史を持つ舞鶴市であるが、鎮守府創設にあわせる形で1898年（明治31年）に軍事水道の建設が開始され、1900年（明治33年）に与保呂川上流に桂貯水池が完成。さらに1905年（明治38年）には岸谷貯水池が完成し、与保呂川自体が軍事水道として活用された。現在では舞鶴市の与保呂地区をはじめ、東舞鶴全域で飲料水用や農耕用として利用されている。
上流部の森林は、与保呂水源の森として日本の水源の森百選に選ばれている。